# محمدجلال عباسی شوازی
محمدجلال عباسی شوازی (متولد ۱۳۴۴ در یزد) جمعیت‌شناس ایرانی و استاد تمام گروه جمعیت‌شناسی دانشگاه تهران است. وی دوره کارشناسی را در رشته علوم اجتماعی در دانشگاه اصفهان (۱۳۶۷)، دوره کارشناسی ارشد را در رشته جمعیت‌شناسی در دانشگاه تهران (۱۳۷۱) و دکتری را در رشته جمعیت‌شناسی در دانشگاه ملی استرالیا (۱۳۷۷) گذرانده‌است. او ریاست انجمن جمعیت‌شناسی آسیا را نیز بر عهده دارد و در تیرماه ۱۳۹۰ موفق به اخذ جایزه سال جمعیت‌شناسی جهان شد. او فعالیت‌های تحقیقاتی و آموزشی و نیز تلاش‌های ارزشمندی در تبیین جمعیت و توسعه، مقوله مهاجران و به ویژه توسعه نقش زنان داشته‌است. او در سال ۱۳۸۵ به مرتبه دانشیاری و در خرداد ماه ۱۳۸۹ در دوران ریاست جمهوری احمدی نژاد به درجه استادی دانشگاه تهران نائل شد. عباسی در تاریخ ۲۷ خردادماه ۹۳ از سوی وزیر علوم، تحقیقات و فناوری به سمت ریاست مؤسسه مطالعات و مدیریت جامع و تخصصی جمعیت کشور منصوب شد و در بهمن ۹۸ از این سمت استعفا داد.روزنامه جوان در مرداد سال ۱۳۹۷ در مطلبی با عنوان «یکی دیگر از سوراخ‌های نفوذ جمعیتی کور شد» خبر از بازداشت دکتر عباسی شوازی داد.همچنین برخی از رسانه‌ها پس از دستگیری میمنت حسینی چاوشی، از احضار و بازجویی دکتر عباسی شوازی خبر داده‌اند.

## فعالیت‌های علمی
محمدجلال عباسی تحقیقات متعددی در زمینه تحولات جمعیتی ایران از جمله باروری، خانواده، بهداشت باروری، پناهندگان و مهاجران بین‌المللی به انجام رسانده‌است. انتشار بیش از ۴۰ مقاله تخصصی در مجلات معتبر بین‌المللی و ارائه آن در کنفرانس‌های ملی و بین‌المللی از دیگر خدمات علمی، پژوهشی اوست.
کتاب وی با عنوان تحولات باروری در ایران که با همکاری پیتر مک‌دونالد و میمنت حسینی چاوشی منتشر شده‌است، در سال گذشته به عنوان برنده جایزه جهانی کتاب جمهوری اسلامی ایران معرفی شد. عباسی در سال‌های ۱۳۸۲ تا ۱۳۸۵ به عنوان مدیر گروه جمعیت‌شناسی دانشگاه تهران فعالیت داشته و دانشجویان متعددی در رشته جمعیت‌شناسی تربیت کرده‌است. وی از سال ۱۳۸۱ تاکنون نیز عضو هیئت مدیره انجمن جمعیت‌شناسی ایران است.

## مواضع علمی و سیاسی
در زمینه ابلاغ سیاست‌های جمعیتی (با مضمون افزایش جمعیت) از سوی رهبر ایران در اواخر سال ۱۳۹۲، بحثی در استودیو شبکه خبر مورخ ۱۶ خرداد ۹۳ با حضور دکتر عباسی، برگزار شد که موضع وی پرهیز از اقدامات شتابزده و سیاست‌های بدون عقبه علمی در زمینه افزایش جمعیت بود. وی پرداختن به وضعیت امنیت شغلی، روانی و اجتماعی جمعیت جوان کنونی را مهمترین سیاست و اثرگذارترین برنامه برای جلوگیری از کاهش جمعیت جوان چند دهه آتی دانست.